# Anselmo López
Anselmo López (né le 5 mai 1910 à Velayos, en Espagne – décédé le 14 décembre 2004 à Madrid, en Espagne) est un entraîneur et dirigeant espagnol de basket-ball. Il est l'entraîneur de l'équipe d'Espagne de 1947 à 1950, puis président de la Fédération espagnole de basket-ball de 1966 à 1971, puis vice-président (de 1967 à 1971) et secrétaire général (de 1971 à 1986) du Comité olympique espagnol. Il obtient une des plus hautes distinctions civiles en Espagne, la grand-croix de l'ordre du Mérite civil, en 1991. En 2007, il est intronisé au FIBA Hall of Fame en tant que contributeur.